# Valdemar Nielsen
Valdemar Nielsen (21 de junho de 1879 — 3 de junho de 1954) foi um ciclista dinamarquês que representou o seu país nos Jogos Olímpicos de Verão de 1912.